# Противоядие
Противоя́дие или антидо́т (от др.-греч. ἀντίδοτον, букв. — даваемое против) — лекарственное средство, пригодное для лечения отравления каким-либо ядом за счёт специфического взаимодействия с ним или антагонистического действия на поражаемые ядом субстраты организма. Не относят к противоядиям лекарственные средства, неспецифично корригирующие функциональные нарушения, вызванные отравлением.
Выбор антидота определяется типом и характером действия веществ, вызвавших отравление, эффективность применения зависит от того, насколько точно установлено вещество, вызвавшее отравление, а также от того, как быстро оказана помощь. Однако от некоторых ядов противоядия нет.

## Некоторые противоядия
В качестве противоядий используют те или иные вещества или смеси, в зависимости от характера яда (токсина):
- этанол может быть использован при отравлении метиловым спиртом
- атропин — используют при отравлении M-холиномиметиками (мускарин и ингибиторами ацетилхолинэстеразы (фосфорорганические яды).
- глюкоза — вспомогательный антидот при многих видах отравлений, вводится внутривенно или перорально. Способна связывать синильную кислоту. Нейтрализует действие цианистого калия, образуя в соединении с ним нетоксичное соединение — циангидрин глюкозы.
- налоксон — используют при отравлении и передозировке опиоидов

## Противоядия, наиболее часто применяемые при острых отравлениях
- Унитиол — низкомолекулярный донатор SH-групп, универсальный антидот. Обладает широким терапевтическим действием, малотоксичен. Применяется как антидот при острых отравлениях люизитом, солями тяжелых металлов (ртуть, медь, свинец), при передозировке сердечных гликозидов, отравлении хлорированными углеводородами.
- ЭДТА, Тетацин-кальция, Купренил — относятся к комплексонам (хелатообразователям). Образует легко растворимые низкомолекулярные комплексы с металлами, которые быстро выводятся из организма через почки. Применяется при острых отравлениях тяжелыми металлами (свинец, медь).
- Оксимы (аллоксим, дипироксим) — реактиваторы холинэстераз. Используются при отравлениях антихолинэстеразными ядами, такими как ФОВ. Наиболее эффективны в первые 24 часа.
- Атропина сульфат — антагонист ацетилхолина. Применяется при острых отравлениях ФОВ, когда в избытке накапливается ацетилхолин. При передозировке пилокарпина, прозерина, гликозидов, клофелина, бета-блокаторов; а также при отравлении ядами, вызывающими брадикардию и бронхорею.
- Этиловый спирт — антидот при отравлении метиловым спиртом, этиленгликолем.
- Витамин B6 — антидот при отравлении противотуберкулезными препаратами (изониазид, фтивазид); гидразином.
- Ацетилцистеин — антидот при отравлении дихлорэтаном. Ускоряет дехлорирование дихлорэтана, обезвреживает его токсичные метаболиты. Применяется также при отравлении парацетамолом.
- Налорфин — антидот при отравлении морфином, омнопоном.
- Цитохром-С — эффективен при отравлении окисью углерода.
- Липоевая кислота — применяется при отравлении бледной поганкой как антидот аманитина.
- Протамина сульфат — антагонист гепарина.
- Аскорбиновая кислота — антидот при отравлении перманганатом калия. Используется для детоксикационной неспецифической терапии при всех видах отравлений.
- Тиосульфат натрия — антидот при отравлении солями тяжелых металлов и цианидами.
- Противозмеиная сыворотка — используется при укусах змей.
- Флумазенил — при передозировке бензодиазепинов (антиконвульсантов)[2].
- Сульфат магния — Является антидотом при отравлениях солями тяжелых металлов. Начало эффекта — через 0,5-3 ч, продолжительность — 4-6 ч.